# Pale Moon
A Pale Moon egy Firefox alapú nyílt forrású webböngésző Linuxra, Windowsra és Androidra. A kezelőfelületét a Firefox 28-as verziójából forkolták még az Australis bevezetése előtt, így jobban testreszabható maradt. A XUL API-t is viszik tovább, amit a Firefox 2017-ben megszüntetett. Ezért kompatibilis a legtöbb Firefox kiegészítővel. Már készülnek egy saját kiegészítőgyűjteménnyel. A XUL sokkal mélyebb függvényhívásokat enged meg a bővítményeknek, így nemsokára jó pár kiterjesztés (addon) már csak Pale Moon-on fog működni teljes körűen, ilyen például a NoScript, DownThemAll!, Ghostery vagy a Greasemonkey.

## Fejlesztések
Mivel a Pale Moon fejlesztése már különvált a Firefoxtól, ezért érdemes megemlíteni pár fontos különbséget:
- 64 bites architektúra és hardveres gyorsítás támogatása[11]
- A Firefox 28 felhasználói felületének megőrzése
- Finomhangolási lehetőségek a görgetésnél, a státusznál és egyéb helyeken[12]
- Működő állapotjelző és nagyobb szabadság a felület testreszabásában
- Egyedileg konfigurálható kezdőoldal a start.me[13] segítségével
- Saját Pale Moon specifikus kiegészítők és témák (pl. Adblock Latitude[14])
- Az IP-API szolgáltatás használata a helymeghatározáshoz a Google megoldása helyett.
- DuckDuckGo keresőmotor alapértelmezett használata Google vagy Yahoo! helyett

## Optimalizálás
A Pale Moon Windows-on a fordításnál használja a Visual C++ sebesség optimalizálását, így a böngésző teljesítménye megnő. Ennek egy hátránya, hogy nem fut régebbi processzorokon, amik még nem támogatják az SSE2 utasításkészletet. Ez a gyakorlatban a Pentium 4 előtti CPU-kat jelenti. A linuxos kiadás a gcc -O3 kapcsolójával készül, és ugyancsak SSE2 utasításkészletet használ a gyorsabb futási sebesség érdekében. Jelenleg csak néhány disztribúcióban található meg elérhető csomagként. Ilyenek például: Arch Linux, Manjaro Netbook Edition, Puppy Linux, PCLinuxOS és MEPIS – ez utóbbi csomag a Debian-nal teljesen kompatibilis.
A további teljesítményfokozás érdekében számos ritkán használt funkciót eltávolítottak a Firefox-ból, mint például különböző hardveres szolgáltatások elérése, szülői felügyelet mód, böngészési telemetria, és az automatikus hibajelentés.